# Пономарёво (Владимирская область)
Пономарёво — деревня в составе Октябрьского сельского поселения в Вязниковском районе Владимирской области России. Этот населённый пункт состоит из одной улицы..

## География
Пономарёво расположено на высоком холме около 3 километра от деревни Большевысоково по автодороге (юго-западнее) от Вязников, 15 километров от железнодорожной станции Сеньково на линии Ковров — Нижний Новгород. От п. ст. Сеньково проходит однополосная асфальтовая дорога советских времён до Большевысоково.

## История
В конце XIX — первой четверти XX века деревня входила в состав Воскресенской волости Судогодского уезда, с 1926 года — в составе Вязниковского уезда. В 1859 году в деревне числилось 46 дворов, в 1905 году — 53 двора, в 1926 году — 59 дворов.
С 1929 года деревня входила в состав Захаровского сельсовета Вязниковского района, с 1935 года — в составе Больше-Высоковского сельсовета Никологорского района, с 1963 года — в составе Вязниковского района, с 2005 года — в составе Октябрьского сельского поселения.

## Население
| 1859 | 1905 | 1926 | 2002 | 2010 | 2021 |
| ---- | ---- | ---- | ---- | ---- | ---- |
| 349  | ↘301 | ↘298 | ↘19  | ↘15  | ↗16  |